# Anoecia graminis
Anoecia graminis är en insektsart som beskrevs av David D. Gillette och Palmer 1924. Anoecia graminis ingår i släktet Anoecia och familjen långrörsbladlöss. Inga underarter finns listade i Catalogue of Life.